# Kniażyczi (rejon browarski)
Kniażyczi (ukr. Княжичі) – wieś na Ukrainie, w obwodzie kijowskim, w rejonie browarskim, w hromadzie Browary. W 2001 liczyła 5207 mieszkańców, wśród których 5105 wskazało jako ojczysty język ukraiński, 87 rosyjski, 1 mołdawski, 4 białoruski, a 10 inny.

## Urodzeni
- Alina Fiodorowa